# Karl von Staudt
Karl Georg Christian von Staudt, född den 24 januari 1798 i Rothenburg ob der Tauber, död den 1 juni 1867 i Erlangen, Tyskland, var en tysk matematiker, som blev professor vid universitetet i Erlangen 1835, var en av skaparna av den nya projektiva geometrin och upptäckte den så kallade Staudtska satsen över Bernoullitalen. von Staudts huvudarbete är Geometrie der Lage (1847).

## Biografi
Von Staudt studerade från 1814  vid gymnasium i Ausbach och fortsatt vid universitetet i Göttingen från 1818 till 1822 där han studerade för Gauss som var chef för observatoriet. Von Staudt framställde en efemerid för Mars och asteroiden Pallas banor. När kometen Nicollet-Pons observerades 1821 beräknade han elementen i dess omloppsbana. Dessa prestationer inom astronomi gav honom hans doktorsexamen vid universitetet i Erlangen 1822.
Von Staudt gifte sig 1832 med Jeanette Dreschler. De hade sonen Eduard och dottern Mathilda, men Jeanette dog 1848.  

## Karriär och vetenskapligt arbete
Staudts yrkeskarriär började som gymnasielärare i Würzburg fram till 1827 och sedan Nürnberg fram till 1835. 
Boken Geometrie der Lage (1847) var en milstolpe inom projektiv geometri där von Staudt var den förste som antog ett helt rigoröst tillvägagångssätt. Utan undantag talade hans föregångare fortfarande om avstånd, vinkelräta vinklar och andra enheter som inte spelar någon roll i projektiv geometri. Dessutom visar denna bok (sidan 43) den fullständiga fyrhörningen för att "konstruera den fjärde harmoniska associerad med tre punkter på en rak linje", det projektiva harmoniska konjugatet.
År 1889 översatte Mario Pieri von Staudt, innan han skrev sin I Principii della Geometrie di Posizione Composti in un Systema Logico-deduttivo (1898). År 1900 parafraserade Charlotte Scott från Bryn Mawr College mycket av von Staudts arbete på engelska för The Mathematical Gazette. När Wilhelm Blaschke 1948 publicerade sin lärobok Projective Geometry placerades ett porträtt av den unge Karl mitt emot förordet.
Von Staudt gick bortom verklig projektiv geometri och in i komplex projektiv rymd i sina tre volymer av Beiträge zur Geometrie der Lage som publicerades från 1856 till 1860. Med ett medvetet mål om elimineringen av idéerna om avstånd och kongruens, kunde generellt, och kombinerat med den efterföljande avhandlingen av Riemann, von Staudts volymer anses vara grunden för vad relativitetsteorin på sin geometriska sida kunde bli.
Von Staudt är också ihågkommen för sin syn på kägelsnitt och förhållandet mellan pol och polar. Den viktiga upptäckten att det förhållande som en koniker etablerar mellan poler och polarer egentligen är mer grundläggande än koniken själv och kan upprättas oberoende. Denna "polaritet" kan sedan användas för att definiera koniken, på ett sätt som är perfekt symmetriskt och omedelbart självdubbelt. Von Staudts behandling av andragradsyta är analog, i tre dimensioner.
År 1857, i den andra Beiträge, bidrog von Staudt med en väg till tal genom geometri som kallas kastens algebra (tyska: Wurftheorie). Den är baserad på projektivt intervall och förhållandet mellan projektiva harmoniska konjugat. Genom operationer av addition av punkter och multiplikation av punkter erhåller man en "algebra av punkter", som i kapitel 6 i Veblen & Youngs lärobok om projektiv geometri. Den vanliga presentationen bygger på korsförhållande (CA, BD) av fyra kollinjära punkter.

## Bibliografi i urval

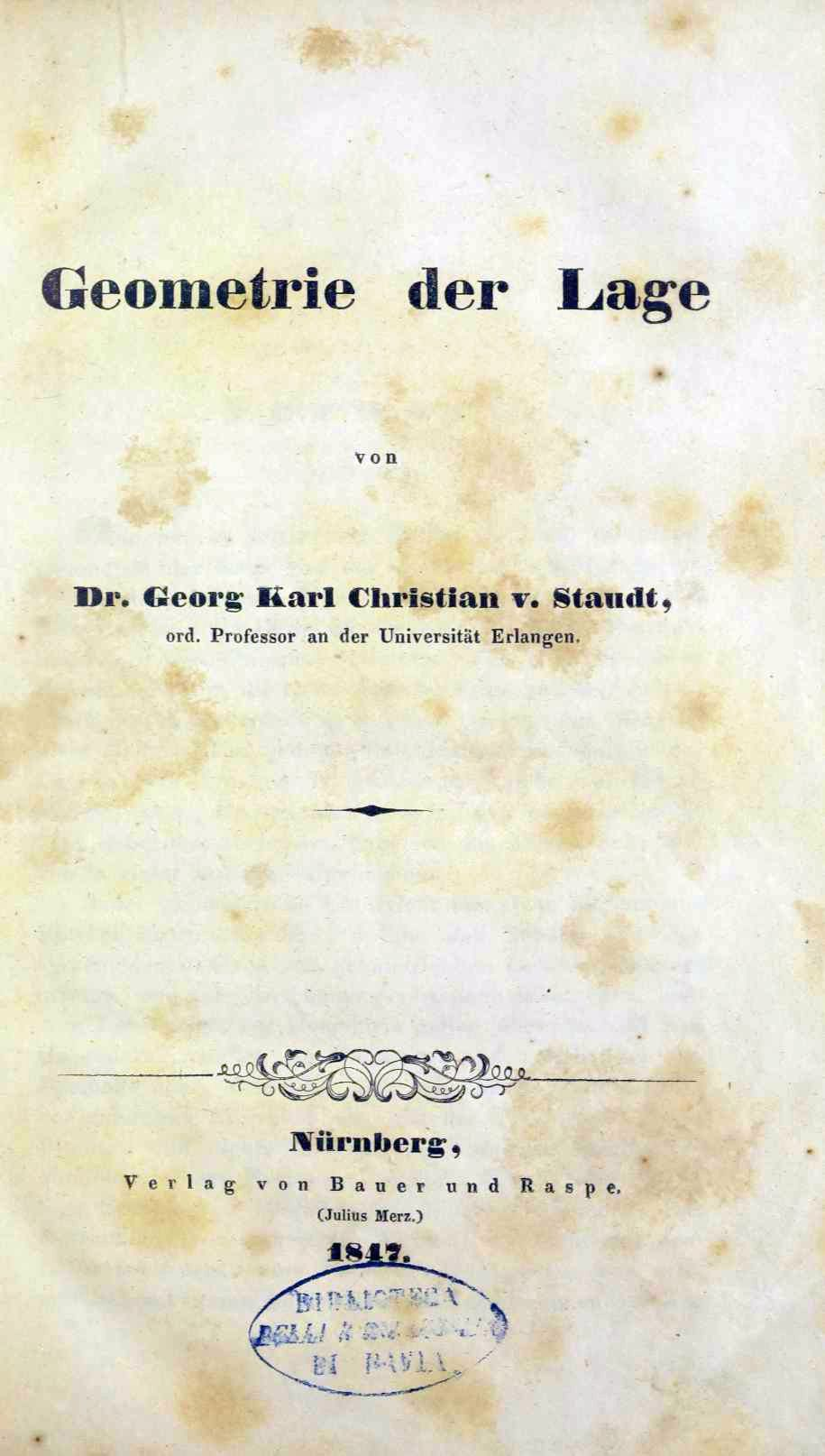
Geometrie der Lage, 1847